# Real Madrid Baloncesto 1993-1994
Questa voce raccoglie le informazioni riguardanti il Real Madrid Baloncesto nelle competizioni ufficiali della stagione 1993-1994.

## Stagione
La stagione 1993-1994 del Real Madrid Baloncesto è la 38ª nel massimo campionato spagnolo di pallacanestro, la Liga ACB.

## Roster
Aggiornato al 18 gennaio 2025.
| Real Madrid 1993-94 | Real Madrid 1993-94 |
| Giocatori           | Staff tecnico       |
| ------------------- | ------------------- |

| N. | Naz.                                  | Ruolo | Nome                | Anno | Alt.   | Peso   |  |
| -- | ------------------------------------- | ----- | ------------------- | ---- | ------ | ------ |  |
| 4  | Spagna (bandiera)                     | P     | José Lasa           | 1973 | 181 cm |        |  |
| 5  | Spagna (bandiera)                     | G     | Ismael Santos       | 1972 | 194 cm | 90 kg  |  |
| 6  | Spagna (bandiera)                     | AP    | Javier García       | 1964 | 193 cm |        |  |
| 7  | Russia (bandiera) · Spagna (bandiera) | AP    | José Biriukov (C)   | 1963 | 194 cm | 84 kg  |  |
| 8  | Stati Uniti (bandiera)                | AG    | Joe Arlauckas       | 1965 | 205 cm | 110 kg |  |
| 9  | Spagna (bandiera)                     | P     | José Miguel Antúnez | 1967 | 183 cm | 79 kg  |  |
| 11 | Lituania (bandiera)                   | C     | Arvydas Sabonis     | 1964 | 222 cm | 132 kg |  |
| 12 | Spagna (bandiera)                     | C     | Nacho Romero        | 1973 | 212 cm | 101 kg |  |
| 13 | Spagna (bandiera)                     | AG    | Pep Cargol          | 1968 | 204 cm | 105 kg |  |
| 14 | Lituania (bandiera)                   | GA    | Rimas Kurtinaitis   | 1960 | 197 cm | 91 kg  |  |
| 15 | Spagna (bandiera)                     | C     | Antonio Martín      | 1966 | 210 cm | 104 kg |  |
| 15 | Spagna (bandiera)                     | AG    | Martín Ferrer       | 1973 | 203 cm |        |  |

| Allenatore                                                           |
| - / Clifford Luyk                                                    |
| Assistente/i                                                         |
| - Tirso Lorente Legenda - (C) Capitano - (IN) Inattivo - Infortunato |

## Mercato

### Sessione estiva
| Acquisti | Acquisti          | Acquisti        | Acquisti      | Acquisti |
| R.a      | Nome              | da              | Modalità      |          |
| -------- | ----------------- | --------------- | ------------- | -------- |
| GA       | Rimas Kurtinaitis | Townsville Suns | definitivo    |          |
| AP       | Javier García     | Las Rozas       | definitivo    |          |
| AG       | Joe Arlauckas     | Saski Baskonia  | definitivo    |          |
| AC       | Ricardo Peral     | Guadalajara     | fine prestito |          |

| Cessioni | Cessioni         | Cessioni          | Cessioni       | Cessioni |
| R.       | Nome             | a                 | Modalità       |          |
| -------- | ---------------- | ----------------- | -------------- | -------- |
| P        | David Brabender  | Cáceres           | fine contratto |          |
| G        | José María Silva | Guadalajara       | prestito       |          |
| A        | Mark Simpson     |                   | ritirato       |          |
| AC       | Rickey Brown     | Free agent        | fine contratto |          |
| AC       | Ricardo Peral    | W.F. Dem. Deacons | fine contratto |          |
| C        | Fernando Romay   | OAR Ferrol        | fine contratto |          |